# Ahaura (rivière)
L'Ahaura (anglais : Ahaura River) est une rivière qui se situe dans l'Ile du Sud en Nouvelle-Zélande dans la région de West Coast et un affluent du fleuve Grey. 

## Géographie

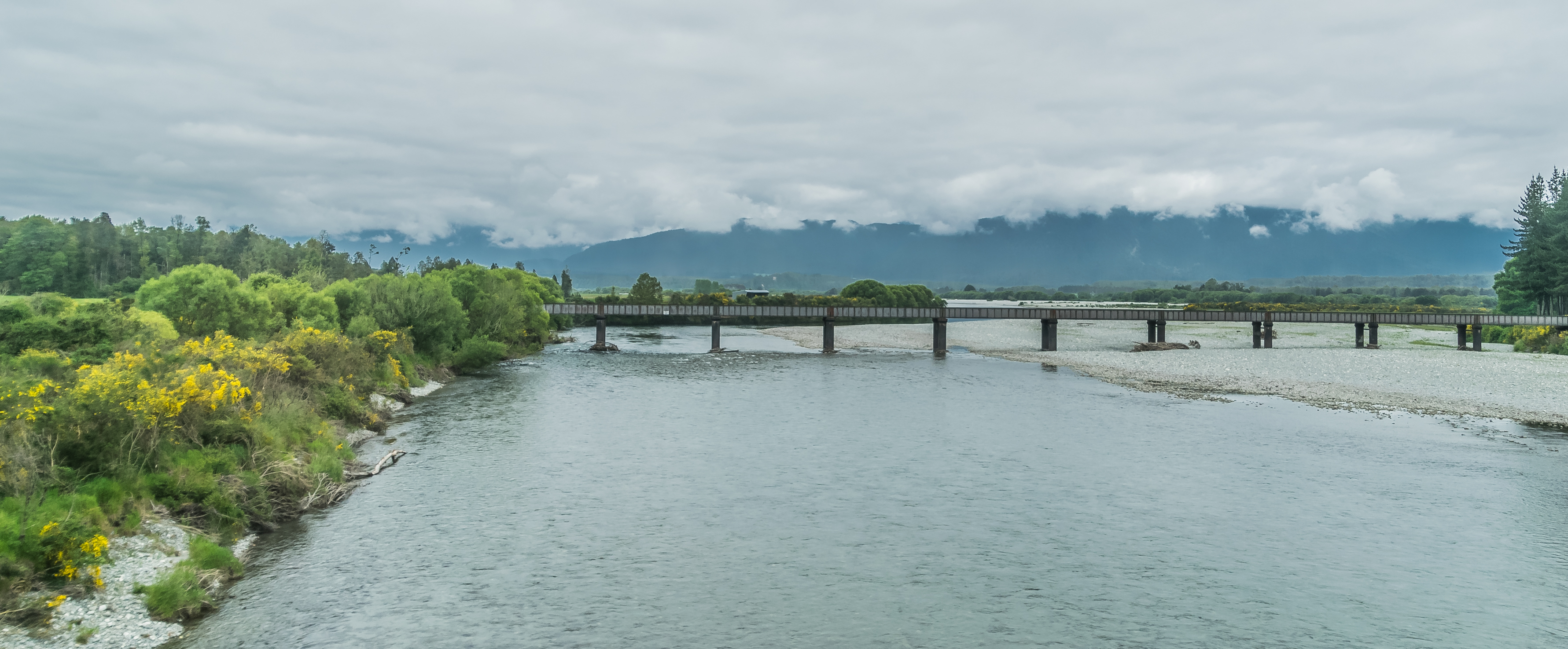
l'Ahaura à Ahaura

Il prend sa source dans les Alpes du Sud et se jette dans le fleuve Grey.